# Elektronski nos
Elektronski nos je elektronska zaznavalna naprava, namenjena zaznavanju vonjav ali okusov. Izraz "elektronsko zaznavanje" se nanaša na zmožnost reprodukcije človeških čutov z uporabo senzorskih nizov in sistemov za prepoznavanje vzorcev.
Od leta 1982, potekajo raziskave za razvoj tehnologij, običajno imenovanih elektronski nosovi, ki bi lahko zaznavale in prepoznavale vonjave in okuse. Faze procesa prepoznavanja so podobne človeški olfakciji in se izvajajo za identifikacijo, primerjavo, kvantifikacijo in druge aplikacije, vključno s shranjevanjem in priklicem podatkov. Nekatere take naprave se uporabljajo v industrijske namene.

## Druge tehnike za analizo vonjav
V vseh industrijskih panogah se ocenjevanje vonja običajno izvaja s človeško senzorično analizo, kemosenzorji ali plinsko kromatografijo. Slednja tehnika daje informacije o hlapnih organskih spojinah, vendar korelacija med rezultati analize in povprečnim zaznavanjem vonja ni neposredna zaradi možnih interakcij med več sestavinami vonja.
Pri detektorju vonja Wasp Hound je mehanski element videokamera, biološki element pa pet parazitskih os, ki so bile pripravljene, da se kot odziv na prisotnost določene kemikalije začnejo rojevati.

## Zgodovina
Znanstvenik Alexander Graham Bell je populariziral misel, da je vonj težko izmeriti, in leta 1914 dejal naslednje:
Ali ste kdaj izmerili vonj? Ali lahko ugotovite, ali je en vonj dvakrat močnejši od drugega? Ali lahko izmerite razliko med dvema vrstama vonja in drugim? Zelo očitno je, da imamo zelo veliko različnih vrst vonjav, vse od vonja po vijolicah in vrtnicah do asafetide. Toda dokler ne morete izmeriti njihove podobnosti in razlike, ne morete imeti znanosti o vonju. Če želite najti novo znanost, izmerite vonj.
- Alexander Graham Bell, 1914
V desetletjih, ki so minila od Bellove ugotovitve, se takšna znanost o vonju ni uresničila, pravi napredek pa je bil dosežen šele v petdesetih letih prejšnjega stoletja in pozneje. Pogosta težava pri zaznavanju vonja je, da ne gre za merjenje energije, temveč fizikalnih delcev.

## Načelo delovanja
Elektronski nos je bil razvit, da bi posnemal človeško olfakcijo, ki deluje kot neseparativni mehanizem: tj. vonj/okus se zaznava kot globalni prstni odtis. Instrument je v osnovi sestavljen iz vzorčenja prostora v glavi, sklopa kemičnih senzorjev in modulov za prepoznavanje vzorcev, ki ustvarjajo vzorce signalov, ki se uporabljajo za opisovanje vonjav.
Elektronski nosovi vključujejo tri glavne dele: sistem za dostavo vzorcev, sistem za zaznavanje in računalniški sistem.
Sistem za dostavo vzorca omogoča generiranje vzorca v glavi (hlapne spojine), ki je analizirana frakcija. Sistem nato vbrizga ta glavni prostor v sistem za zaznavanje v elektronskem nosu. Sistem za dostavo vzorca je bistvenega pomena za zagotavljanje stalnih pogojev delovanja.
Detekcijski sistem, ki ga sestavlja sklop senzorjev, je "reaktivni" del instrumenta. Ob stiku s hlapnimi spojinami senzorji reagirajo, kar pomeni, da se spremenijo njihove električne lastnosti.
V večini elektronskih nosov je vsak senzor občutljiv na vse hlapne molekule, vendar vsak na svoj specifičen način. Pri bioelektronskih nosovih pa se uporabljajo receptorski proteini, ki se odzivajo na specifične molekule vonja. V večini elektronskih nosov se uporabljajo polja kemičnih senzorjev, ki se na hlapne spojine odzivajo ob stiku: adsorpcija hlapnih spojin na površino senzorja povzroči fizikalno spremembo senzorja. Poseben odziv zabeleži elektronski vmesnik, ki signal pretvori v digitalno vrednost. Zabeleženi podatki se nato izračunajo na podlagi statističnih modelov.
Bioelektronski nosovi uporabljajo čutilne receptorje - beljakovine, klonirane iz bioloških organizmov, npr. človeka, ki se vežejo na specifične molekule vonja. Ena od skupin je razvila bioelektronski nos, ki posnema signalne sisteme, ki jih uporablja človeški nos za zaznavanje vonjav z zelo visoko občutljivostjo: femtomolarne koncentracije.
Najpogosteje uporabljeni senzorji za elektronske nosove vključujejo
- kovinsko-oksidno-polprevodniške naprave (MOSFET) - tranzistor, ki se uporablja za ojačevanje ali preklapljanje elektronskih signalov. Deluje po načelu, da bodo molekule, ki vstopajo v območje senzorja, nabite pozitivno ali negativno, kar naj bi neposredno vplivalo na električno polje znotraj MOSFET. Tako bo vnos vsakega dodatnega nabitega delca neposredno vplival na tranzistor na edinstven način in povzročil spremembo signala MOSFET, ki ga lahko nato interpretirajo računalniški sistemi za prepoznavanje vzorcev. Tako bo v bistvu vsaka molekula, ki jo je mogoče zaznati, imela svoj edinstven signal, ki ga bo računalniški sistem lahko interpretiral.
- prevodni polimeri - organski polimeri, ki prevajajo elektriko.
- polimerni kompoziti - po uporabi so podobni prevodnim polimerom, vendar so sestavljeni iz neprevodnih polimerov z dodatkom prevodnega materiala, kot so saje.
- mikrobalanca s kremenčevimi kristali (QCM) - način merjenja mase na enoto površine z merjenjem spremembe frekvence resonatorja s kremenčevimi kristali. To se lahko shrani v podatkovno zbirko in uporabi za poznejšo uporabo.
- površinski akustični val (SAW) - razred mikroelektromehanskih sistemov (MEMS), ki za zaznavanje fizikalnega pojava uporabljajo modulacijo površinskih akustičnih valov.
- Masni spektrometri se lahko miniaturizirajo v splošno namensko napravo za analizo plinov.

Nekatere naprave združujejo več vrst senzorjev v eni napravi, na primer QCM s polimerno prevleko. Neodvisne informacije vodijo k veliko bolj občutljivim in učinkovitim napravam. Študije o pretoku zraka okoli pasjih nosov in preskusi na modelih v naravni velikosti so pokazali, da je ciklično "vohanje", podobno kot pri pravem psu, koristno z vidika izboljšanega dosega in hitrosti odziva.
V zadnjih letih so bile razvite tudi druge vrste elektronskih nosov, ki kot sistem zaznavanja uporabljajo masno spektrometrijo ali ultrahitro plinsko kromatografijo.
Računalniški sistem deluje tako, da združuje odzive vseh senzorjev, kar predstavlja vhodni podatek za obdelavo podatkov. Ta del instrumenta izvaja globalno analizo prstnih odtisov ter zagotavlja rezultate in predstavitve, ki jih je mogoče enostavno interpretirati. Poleg tega je mogoče rezultate elektronskega nosu primerjati z rezultati, pridobljenimi z drugimi tehnikami (senzorični panel, GC, GC/MS). Za analizo rezultatov se uporabljajo številni sistemi za interpretacijo podatkov. Ti sistemi vključujejo umetno nevronsko mrežo (ANN), razpršeno logiko, module za prepoznavanje vzorcev itd. Umetna inteligenca, vključno z umetno nevronsko mrežo (ANN), je ključna tehnika za upravljanje okoljskih vonjav.

## Izvedba analize
V prvem koraku je treba elektronski nos usposobiti z ustreznimi vzorci, da se ustvari referenčna podatkovna zbirka. Nato lahko instrument prepozna nove vzorce tako, da primerja prstni odtis hlapne spojine s tistimi, ki jih vsebuje njegova podatkovna baza. Tako lahko opravi kvalitativno ali kvantitativno analizo. To pa lahko predstavlja tudi težavo, saj so številne vonjave sestavljene iz več različnih molekul, ki jih lahko naprava napačno interpretira, saj jih bo registrirala kot različne spojine, kar bo povzročilo napačne ali netočne rezultate, odvisno od osnovne funkcije nosu. Na voljo je tudi primer nabora podatkov e-nosa. Ta nabor podatkov se lahko uporablja kot referenca za obdelavo signalov e-nosa, zlasti za študije kakovosti mesa. Dva glavna cilja tega nabora podatkov sta večrazredna klasifikacija govejega mesa in napovedovanje mikrobne populacije z regresijo.

## Primeri uporabe
Elektronske nosne instrumente uporabljajo raziskovalni in razvojni laboratoriji, laboratoriji za nadzor kakovosti ter procesni in proizvodni oddelki za različne namene:

### V laboratorijih za nadzor kakovosti
- Skladnost surovin, vmesnih in končnih izdelkov
- skladnost med serijami
- odkrivanje kontaminacije, kvarjenja, ponarejanja
- izbira porekla ali prodajalca
- Spremljanje pogojev skladiščenja
- Spremljanje kakovosti mesa.

### V procesnih in proizvodnih oddelkih
- Upravljanje spremenljivosti surovin
- Primerjava z referenčnim proizvodom
- Merjenje in primerjava učinkov proizvodnega procesa na izdelke
- Spremljanje učinkovitosti procesa čiščenja na kraju samem
- Spremljanje stopnjevanja
- Spremljanje čiščenja na kraju samem.

### V fazah razvoja izdelka
- senzorično profiliranje in primerjava različnih formulacij ali receptur
- primerjalna analiza konkurenčnih izdelkov
- Vrednotenje vpliva spremembe postopka ali sestavine na senzorične lastnosti.

Možne in prihodnje uporabe na področju zdravja in varnosti
- Odkrivanje nevarnih in škodljivih bakterij, na primer programska oprema, ki je bila posebej razvita za prepoznavanje vonja MRSA (proti meticilinu odporni Staphylococcus aureus). Med številnimi drugimi snovmi lahko prepozna tudi S. aureus, občutljiv na meticilin (MSSA). Po teoriji bi lahko ob skrbni namestitvi v bolnišnične prezračevalne sisteme zaznal in tako preprečil okužbo drugih bolnikov ali opreme s številnimi zelo nalezljivimi patogeni.
- Odkrivanje pljučnega raka ali drugih bolezenskih stanj z zaznavanjem hlapnih organskih spojin (HOS), ki kažejo na bolezensko stanje.
- odkrivanje virusnih in bakterijskih okužb pri poslabšanjih KOPB.
- nadzor kakovosti živilskih izdelkov, saj ga je mogoče priročno namestiti v embalažo živil, da jasno pokaže, kdaj je živilo začelo gniti, ali uporabiti na terenu za odkrivanje bakterijske okužbe ali okužbe z insekti.
- Nosni vsadki bi lahko opozorili na prisotnost zemeljskega plina za tiste, ki imajo anosmijo ali šibek čut za vonj.
- Fundacija za kartiranje možganov je elektronski nos uporabila za odkrivanje rakavih celic na možganih.

### Možne in prihodnje aplikacije na področju preprečevanja kriminala in varnosti
Sposobnost elektronskega nosu, da zazna vonjave brez vonja, ga naredi idealnega za uporabo v policiji, na primer za zaznavanje vonjav po bombah kljub drugim vonjavam v zraku, ki lahko zmedejo policijske pse. Vendar je to v bližnji prihodnosti malo verjetno, saj so stroški elektronskega nosu precej visoki.
Lahko se uporablja tudi kot metoda za odkrivanje drog na letališčih. S skrbno namestitvijo več ali več elektronskih nosov in učinkovitimi računalniškimi sistemi bi lahko v manj kot nekaj sekundah triangulirali lokacijo drog na razdalji nekaj metrov od njihove lokacije.
Demonstracijski sistemi, ki zaznavajo hlape, ki jih oddajajo eksplozivi, že obstajajo, vendar so trenutno še daleč za dobro izurjenim psom vohljačem.

### Pri spremljanju okolja
Za identifikacijo hlapnih organskih spojin v vzorcih zraka, vode in zemlje.
Za varstvo okolja.
V različnih opombah o uporabi so opisane analize na področjih, kot so podjetja, ki proizvajajo arome in dišave, živila in pijače, embalažo, farmacevtske izdelke, kozmetiko in parfume ter kemična podjetja. V zadnjem času lahko z mrežami naprav na terenu obravnavajo tudi javno zaskrbljenost v smislu spremljanja olfaktornih motenj. Ker so lahko stopnje emisij na lokaciji za nekatere vire zelo spremenljive, lahko elektronski nos zagotovi orodje za spremljanje nihanj in trendov ter oceno stanja v realnem času. Izboljša razumevanje kritičnih virov, kar vodi k proaktivnemu upravljanju smradu. Modeliranje v realnem času predstavi trenutne razmere in upravljavcu omogoči, da razume, katera obdobja in pogoji ogrožajo objekt. Prav tako je mogoče obstoječe komercialne sisteme programirati za aktivna opozorila na podlagi nastavljenih točk (koncentracija vonja, modelirana na sprejemnikih/opozorilnih točkah, ali koncentracija vonja v nosu/izvoru), da se sprožijo ustrezni ukrepi.